# Reprezentacja Polski w futsalu mężczyzn
Reprezentacja Polski w futsalu – zespół piłkarski, reprezentujący Rzeczpospolitą Polską w meczach i sportowych imprezach międzynarodowych, powoływany przez selekcjonera, w którym mogą występować wyłącznie zawodnicy posiadający obywatelstwo polskie. Za jego funkcjonowanie odpowiedzialny jest Polski Związek Piłki Nożnej (Grupa ds. Futsalu, działająca w ramach Komisji ds. Futsalu i Piłki Plażowej PZPN).

## Aktualny skład
Kadra na mecz z Turcją i Słowacją
| Numer                          | Zawodnik            | Data urodzenia       | Klub                                   |
| Bramkarze                      | Bramkarze           | Bramkarze            | Bramkarze                              |
| ------------------------------ | ------------------- | -------------------- | -------------------------------------- |
| 1.                             | Michał Kałuża       | 22 lipca 1998        | Burela FS                              |
| 12.                            | Krzysztof Iwanek    | 26 lipca 2000        | Rekord Bielsko-Biała                   |
| Zawodnicy z pola               |                     |                      |                                        |
| 2.                             | Michał Kubik        | 7 maja 1990          | Rekord Bielsko-Biała                   |
| 3.                             | Mateusz Madziąg     | 17 listopada 1996    | We-Met Futsal Club Kamienica Królewska |
| 4.                             | Piotr Skiepko       | 25 lutego 1995       | Jagiellonia Białystok                  |
| 5.                             | Albert Betowski     | 29 września 2004     | GI Malepszy Arth Soft Leszno           |
| 6.                             | Paweł Kaniewski     | 20 października 1995 | Constract Lubawa                       |
| 7.                             | Mikołaj Zastawnik   | 2 września 1996      | Rekord Bielsko-Biała                   |
| 10.                            | Sebastian Leszczak  | 20 stycznia 1992     | BSF ABJ Bochnia                        |
| 13.                            | Tomasz Kriezel (K)  | 29 sierpnia 1993     | Constract Lubawa                       |
| 14.                            | Michał Marek        | 4 lipca 1993         | Rekord Bielsko-Biała                   |
| 11.                            | Jakub Kąkol         | 4 sierpnia 1996      | GI Malepszy Arth Soft Leszno           |
| 15.                            | Sebastian Szadurski | 5 stycznia 1998      | Dreman Futsal Opole Komprachcice       |
| 16.                            | Maciej Jankowski    | 5 marca 1999         | We-Met Futsal Club Kamienica Królewska |
| Selekcjoner: Błażej Korczyński |                     |                      |                                        |

### Ostatnio powołani
Gracze powołani do reprezentacji Polski w ciągu ostatnich 12 miesięcy:
| Zawodnik                          | Data urodzenia   | Klub                             | Ostatnie powołanie                                      |
| Bramkarze                         | Bramkarze        | Bramkarze                        | Bramkarze                                               |
| --------------------------------- | ---------------- | -------------------------------- | ------------------------------------------------------- |
| Tomasz Warszawski                 | 30 czerwca 2000  | Legia Warszawa                   | vs Maroko 1 sierpnia 2024 vs Maroko 3 sierpnia 2024     |
| Bartłomiej Nawrat²                | 15 lipca 1984    | Rekord Bielsko-Biała             | vs Słowenia 6 listopada 2024                            |
| Zawodnicy z pola                  |                  |                                  |                                                         |
| Olivier Zaręba                    | 7 lipca 2003     | Futsal Świecie                   | vs Słowenia 6 listopada 2024                            |
| Kamil Kucharski                   | 20 lutego 1996   | Widzew Łódź                      | vs Słowenia 6 listopada 2024                            |
| Sebastian Grubalski¹              | 1 listopada 1999 | Constract Lubawa                 | vs Turcja 10 kwietnia 2025 vs Słowacja 15 kwietnia 2025 |
| Tomasz Lutecki                    | 1 września 1991  | AZS UŚ Katowice                  | vs Turcja 17 grudnia 2024                               |
| Kacper Pawlus{\displaystyle ^{3}} | 9 sierpnia 2006  | Rekord Bielsko-Biała             | vs Słowacja 4 lutego 2025                               |
| Wiktor Skała                      | 20 lutego 2002   | Dreman Futsal Opole Komprachcice | vs Maroko 1 sierpnia 2024 vs Maroko 3 sierpnia 2024     |
| Dominik Wilk                      | 20 czerwca 1996  | AZS UŚ Katowice                  | vs Maroko 1 sierpnia 2024 vs Maroko 3 sierpnia 2024     |

¹ – wycofany z kadry z powodu kontuzji
² – zakończył karierę reprezentacyjną
{\displaystyle ^{3}} - powołany do reprezentacji U-19

## Historia
W 1991 r. powołano – działającą w ramach Polskiego Związku Piłki Nożnej – Komisję ds. Futsalu (wówczas pod nazwą Komisja Mini Piłki Nożnej). Pod koniec tego samego roku do Polskiego Związku Piłki Nożnej trafiło zaproszenie na jeden z eliminacyjnych turniejów 2. Mistrzostw Świata, organizowanych przez FIFA. To wydarzenie stało się impulsem do utworzenia – w styczniu 1992 r. – futsalowej reprezentacji Polski, bowiem piłkarska centrala podjęła decyzję o przystąpieniu biało-czerwonych do walki o mundial. Funkcję selekcjonera powierzono Krzysztofowi Sobieskiemu, który pod koniec kariery zawodniczej poznał tajniki halowego futbolu w Stanach Zjednoczonych. Ostatecznie do boju o MŚ 1992 stanęło 10 reprezentacji europejskich, które podzielono na dwie 5-drużynowe grupy. Pierwsza grupa rozgrywała turniej eliminacyjny w Katanii, zaś druga w kwietniu 1992 r. w Walencji. Polacy trafili do drugiej z nich, a ich rywalami zostały reprezentacje Czechosłowacji, Hiszpanii, Węgier i Wspólnoty Niepodległych Państw. Według ówcześnie obowiązujących przepisów FIFA, krajowe reprezentacje w tej odmianie futbolu musiały składać się z piłkarzy amatorów niezgłoszonych z żadnym klubie zawodowym 11-osobowej piłki nożnej.
Po kilku tygodniach organizacyjno-sportowych przygotowań powołano drużynę, która miała powalczyć o dobry wynik w debiutanckiej imprezie. Z uwagi na brak wolnych terminów, przed wylotem do Hiszpanii nie zdążono rozegrać ani jednego oficjalnego meczu, więc pierwsze spotkanie międzypaństwowe reprezentacja rozegrała już podczas wspomnianego turnieju kwalifikacyjnego – 21 kwietnia 1992 w Burjassot koło Walencji – przeciwko Wspólnocie Niepodległych Państw remisując 7:7 (3:4), zaś pierwszego w dziejach gola zdobył dla niej Artur Załęcki (gracz Vulcana Warszawa). W swym drugim pojedynku – rozegranym 22 kwietnia 1992 w Riba-roja de Túria – narodowa reprezentacja odniosła swe pierwsze zwycięstwo, pokonując 3:2 (3:1) wspólną reprezentację Czech i Słowacji. Po remisie 3:3 (1:1) z Węgrami (23 kwietnia 1992 w Burjassot) uzyskała ona awans do zaplanowanego w Hongkongu turnieju finałowego, zaś na koniec uległa (25 kwietnia 1992 w Burjassot) gospodarzom 1:7 (1:3), zajmując tym samym 2. miejsce w końcowej tabeli (awans do MŚ uzyskały 3 czołowe ekipy: Hiszpania, Polska i Wspólnota Niepodległych Państw).
Latem 1992 r. obowiązki trenera reprezentacji przejął Andrzej Góral. Przygotowania do mundialu były bardzo krótkie, a najdłuższe zgrupowanie trwało 5 dni (dla porównania, zgrupowanie reprezentacji Hongkongu trwało około pół roku). W październiku 1992 r. biało-czerwoni po raz pierwszy oficjalnie zaprezentowali się w kraju – podczas rozgrywanego we Władysławowie (Cetniewie) towarzyskiego turnieju o Puchar Interbanku (ówczesnego głównego sponsora reprezentacji) – pokonując w inauguracyjnym spotkaniu Łotwę 10:2 (8:0), następnie ulegając Czechom 0:1 (0:0) i pokonując Rosję 9:2 (3:2). Powołania do 12-osobowej kadry na MŚ całkowicie uwzględniały wytyczne FIFA, bowiem trener Andrzej Góral wybrał najprawdziwszych amatorów, grających na co dzień najwyżej w ówczesnej III lidze. Nie było to oczywistością w przypadku paru innych zakwalifikowanych do mistrzostw drużyn. Funkcję kapitana powierzono Józefowi Żymańczykowi, zaś ewenementem na skalę światową był Piotr Przychodzeń, który nigdy nie grał – ani nawet nie trenował – w drużynie tradycyjnego futbolu, zaś w kadrze futsalowej rozegrał wszystkie spotkania od pierwszego z reprezentacją Wspólnoty Niepodległych Państw, a następnie wszystkie na MŚ. W azjatyckim turnieju Polacy pewnie przeszli I fazę (I rundę grupową). 15 listopada 1992, na inaugurację, będącą zarazem meczem otwarcia mistrzostw pokonali gospodarzy 4:2 (2:1), a następnie – dwa dni później – Nigerię 5:4 (3:1), co dało awans do II rundy grupowej, stanowiącej ćwierćfinały. W ostatnim spotkaniu I etapu ulegli 2:3 (2:3) Argentynie co spowodowało, że w końcowej tabeli grupy A zajęli 2. miejsce. W II fazie przegrali wszystkie 3 pojedynki: 0:2 (0:0) z Iranem, 1:4 (0:3) z Belgią i 3:7 (1:5) z Hiszpanią.
Niespodziewanie dobry występ w MŚ doprowadził na przełomie 1992 i 1993 r. do poważnych zmian organizacyjnych rodzimego futsalu, czego skutkiem było przekształcenie Wydziału Piłki Nożnej Pięcioosobowej PZPN w – dysponujące znacznie większą autonomią – Polskie Towarzystwo Piłki Nożnej Pięcioosobowej, ściśle ze związkiem współpracujące (które podpisało również umowę o współpracy z TKKF oraz Polską Partią Przyjaciół Piwa). Pojawiło się kilku mniejszych sponsorów z całej Polski. Na początku stycznia 1993 r. pracę z reprezentacją rozpoczął Janusz Kupcewicz (wcześniej asystent Andrzeja Górala), z którym wiązano spore nadzieje. Przyjęto długofalową strategię działania, polegającą na stopniowym wprowadzaniu do kadry licznej grupy młodych zawodników, którzy mieli korzystać z wiedzy i autorytetu medalisty MŚ 1982 oraz doświadczeń starszych graczy, a za główny cel obrano awans do "eksperymentalnych" Mistrzostw Europy 1996, dający jednocześnie kwalifikację do Mistrzostw Świata 1996. Sprzyjał temu terminarz, bowiem do października 1995 r. nie zaplanowano żadnych meczów o stawkę. Jednak pod wodzą Janusza Kupcewicza reprezentacja Polski rozegrała jedynie 5 spotkań towarzyskich, z których na uwagę zasługują: zwycięstwo 8−2 nad Słowacją w Gliwicach oraz wyjazdowe porażki 0:6 i 2:5 z Czechami).
W styczniu 1994 r. – jak się okazało na zaledwie 3 miesiące – reprezentację objął Michał Globisz (wcześniej asystent Janusza Kupcewicza), z którą oprócz 4 meczów towarzyskich (m.in. przegrane 4:9 i 4:7 z Holandią) wziął udział w – rozegranym w marcu w Mediolanie – silnie obsadzonym Turnieju FIFA. W międzyczasie kadra straciła głównego sponsora – Interbank. Jesienią 1994 r. obowiązki selekcjonera powierzono Romanowi Sowińskiemu, który – jak do tej pory – okazał się być najdłużej pracującym na tym stanowisku trenerem. Znacząco odmłodził on zespół narodowy i od początku przyjął strategię gry przeciw możliwie jak najsilniejszym rywalom, by podnosić poziom gry poprzez podpatrywanie najlepszych "w praniu". Dlatego pierwsze spotkania pod opieką Romana Sowińskiego to głównie porażki, w tym jedna wysoka 4:11 (2:4) w Egerze z Węgrami. Brakiem awansu zakończył się również turniej eliminacyjny do Mistrzostw Europy 1996, przeprowadzony w dniach 24-29 października 1995 w Holandii. W gronie 6 drużyn reprezentacja Polski zajęła zaledwie 4. miejsce, ulegając 4:6 Azerbejdżanowi, 1:2 Holandii i 4:7 Chorwacji, remisując 0:0 ze Słowacją i pokonując 3:1 Czechów.
Do połowy listopada 1998 r. reprezentacja Polski rozgrywała wyłącznie mecze towarzyskie, przygotowujące do eliminacji Mistrzostw Europy 1999, z których na uwagę zasługuje zwycięstwo 7:1 (2:1) nad Holandią w Legnicy w dniu Narodowego Święta Niepodległości 1997 r. Turniej kwalifikacyjny do ME 1999 z udziałem Polaków odbył się w Dubrowniku w dniach 18-21 listopada 1998 z udziałem 4 zespołów. "Biało-czerwoni", zajęli w nim 2. miejsce i po raz kolejny nie wywalczyli promocji do finałów ME (wygrana 13:5 nad Słowacją oraz remisy 7:7 z Chorwacją i 3:3 z Andorą). W październiku 2000 r. - po wygraniu turnieju eliminacyjnego w Zabrzu (m.in. ogranie 3:0 Portugalii) - "biało-czerwoni" po raz pierwszy w historii uzyskali awans do Mistrzostw Europy. Na turnieju finałowym w 2001 przegrali wszystkie trzy spotkania grupowe, ostatecznie zajmując 8. miejsce. W 2003 r. została powołana reprezentacja U-21, a w 2010 r. – reprezentacja U-19. Po Euro trener Roman Sowiński zrezygnował z posady selekcjonera. Zastąpił go na krótko Leszek Latacz, a jego w 2002 Marek Bęben. Za kadencji Marka Bębna Polska pokonała Włochy w Legnicy, ale też zaliczyła blamaż w Moskwie z Rosją (1:10). Polska pod wodzą trenera zagrała też w eliminacjach do MŚ 2004 w Chińskim Tajpej, pokonała Azerbejdżan 6:1 i 13:0 Cypr w cypryjskiej Larnace. Po przegranym 2:7 w Chorzowie i 2:7 w Lizbonie (r. 4:14) barażu z Portugalią Polska nie awansowała na ten turniej, a PZPN nie przedłużył umowy z Markiem Bębnem. Zastąpił go Stanisław Kwiatkowski. Przygodę zaczął w 2004 r. od blamażu w Sarajewie w el. ME 2005, porażek z Bośnią 3:5, Włochami 2:11 i remisu z Macedonią Płn. 1:1, skończył ją w tym samym roku. Na dwumecz z Portugalią w 2005 r. zastąpił go Mirosław Nowicki. W lutym 2005 selekcjonerem został 24 letni wówczas Tomasz Aftański. Za jego kadencji gra się poprawiła, pokonaliśmy 3:2 Rosję, do dziś jedyne zwycięstwo. Za jego kadencji w Krośnie w 2006 r. pokonaliśmy 16:0 Anglię, co do dziś jest najwyższym zwycięstwem Polaków w historii. W lutym 2007 r. po turnieju eliminacyjnym w Pinto po pokonaniu Cypru (8:0), Macedonii Północnej (2:1) Polacy przegrali 0:5 z Hiszpanią, tracąc awans, a po tym turnieju Tomasz Aftański został odwołany. Zastąpił go Leszek Latacz, który w eliminacjach MŚ 2008 też nie osiągnął sukcesu. Wygrał co prawda 10:1 z Anglią i 6:2 z Macedonią, ale przegrał z Węgrami 2:6 i to nas pozbawiło awansu. W 2009 r. mieliśmy trzech selekcjonerów, początkiem roku był to Tadeusz Wolny, któremu powierzono walkę o awans na Euro 2010 na Węgrzech. Wprawdzie zremisowaliśmy 2:2 z Finlandią, ale ze względu na występ Bartłomieja Nawrata, który miał  pauzować za czerwoną kartkę UEFA zweryfikowała mecz jako walkower 0:5 na korzyść Finów. Potem Polska przegrała 3:4 z Azerami i 1:8 z Portugalią. Potem trenerem był Gerard Juszczak, a we wrześniu zastąpił go Vlastimil Bartosek. W 2011 r. przegraliśmy dwa turnieje eliminacyjne: do ME 2012 po dwóch remisach 2:2 z Macedonią i Białorusią oraz porażce 0:6 z Portugalią i MŚ 2012 po porażkach 2:5 z Włochami i 3:9 z Rumunią. Został on zwolniony pod koniec 2012 r. Zastąpił go Klaudiusz Hirsch. Poprowadził Polskę w 9 meczach: zwycięstwie 6:0 z Mołdawią, remisie 0:0 z Mołdawią, dwóch porażkach (1:3 i 1:5) z  Portugalią, dwóch porażkach z Ukrainą (0:3 i 2:6), w przegranych meczach w kwalifikacjach ME 2014 z Serbią (0:2 [0:0]),  Portugalią (2:5[2:2]) i Grecją (3:4[1:0]). W kwietniu 2013 r. zrezygnował z posady selekcjonera. Zastąpił go Andrea Bucciol. Za jego kadencji graliśmy głównie Turnieje 4 Państw, pokonaliśmy też po raz pierwszy Ukrainę (5:1 i 3:1) i graliśmy w Krośnie turniej eliminacyjny do Euro 2016 w Serbii. Zremisowaliśmy 0:0 z Białorusią, przegraliśmy 2:3 (1:2) z Finlandią i 3:6 (3:3) z Włochami zajmując ostatnie miejsce w grupie. Pod koniec lipca 2015 r. Andrea Bucciol został zwolniony. Zastąpił go Andrzej Bianga. Za jego kadencji otarliśmy się o awans na MŚ 2016. Przegrana 2:6 z Portugalią, a potem dwa zwycięstwa (8:1 z Rumunią po 3 golach Bartłomieja Nawrata i 3:2 z Norwegią) awansowaliśmy do baraży o MŚ 2016. Tam w Szczecinie zremisowaliśmy 1:1 (0:1) i przegraliśmy 0:7 (0:5) na wyjeździe z Kazachstanem. W dwumeczu było 8:1 dla Kazachów, po tym dwumeczu Andrzej Bianga i jego asystent Błażej Korczyński poddali się do zarządu PZPN, ten jednak nie chciał zmiany trenera. Później było widać poprawę gry Biało-czerwonych. W kwietniu 2017 r. w Elblągu kwalifikacje do Euro 2018 zaczęła Polska od porażki 0:4 (0:1) z Serbią. Potem Polska pokonała 4:2 (3:2) z Mołdawią i zremisowała 1:1 (1:1) z Hiszpanią. Jako najlepsza drużyna z 3. miejsc z 4 punktami i bilansem bramkowym 5:7 Polska wzięła udział w barażach o Euro przeciwko Węgrom, wygrywając w łącznym stosunku 7:6 – 1:2 (0:1) w Miskolcu i 6:4 (2:2) w Koszalinie, zapewniając sobie pierwszy od 17 lat awans do mistrzostw Europy. W październiku Andrzej Bianga zrezygnował z prowadzenia reprezentacji, a zastąpił go Błażej Korczyński. Zaczął od remisu 6:6 i przegranej 1:3 ze Słowenią na wyjeździe. Potem Polska pokonała Gruzję 4:2 i 3:1. Ostatni sprawdzian przed Euro, przegrany 0:7 (0:2) mecz z Włochami nie napawał optymizmem przed Euro. Ale Polska sensacyjnie zremisowała 1:1 (0:0) z Rosją dzięki wyśmienitej postawie Michała Kałuży w bramce i gola Michała Kubika na 9 sekund przed końcem. W drugim meczu Polska przegrała 1:5 (0:4) z Kazachstanem. Jedynego gola zdobył Dominik Solecki. W 2019 r. Polska w Zielonej Górze przegrała 2:3 (2:1) z Gruzją, 1:2 (0:0) z Finlandią i 1:4 (1:3) z Hiszpanią odpadając z kwalifikacji do MŚ 2021. Przez słaby wynik w rundzie głównej eMŚ Polska eliminacje do ME 2022 musiała zaczynać od preeliminacji na Malcie. Polska pokonała 5:2 Grecję, 6:0 Szwecję i 11:0 Maltę awansując do rundy głównej eliminacji. Z powodu pandemii COVID 19 Polska więcej meczów nie zagrała. Nie odbył się zaplanowany na kwiecień dwumecz z Portugalią na wyjeździe, dwumecz z Brazylią zaplanowany na wrzesień, ani wyjazdowy dwumecz z Łotwą. Kadra spotkała się w Szamotułach w połowie września, ale zgrupowanie się przedłużyło z powodu wykrycia COVID-19 u jednego z zawodników. W 2021 r. Polska grała eliminacje do Euro 2022. Zremisowała z Portugalią w Mafrze 2:2 (1:0), przegrała z nią w Łodzi 0:3 (0:2), pokonała w dwumeczu w Łodzi Norwegię 3:0 (1:0) i 4:1 (2:0). Na koniec zremisowała w Pradze z Czechami 3:3 (2:2) i pokonała je 8:5 (3:3) w Opolu zapewniając sobie drugi z rzędu awans na Mistrzostwa Europy. Warto wspomnieć, że za kadencji Błażeja Korczyńskiego pokonaliśmy po raz pierwszy w historii Serbię 4:1 (0:1) w grudniu 2019 r. w Lubinie, po raz pierwszy od 2002 r. Finlandię 4 października w chorwackim Porecu 4:0 (2:0) oraz po raz pierwszy od 1998 r. Słowenię 5:2 (2:0) w Lasko 20 grudnia 2021. Na mistrzostwach Europy 2022 Polska przegrała 1:3 (1:3) z Chorwacją, zremisowała 2:2 (1:0) ze Słowacją i przegrała 1:5 (1:2) z Rosją zajmując ostatnie miejsce w grupie z 1 punktem odpadając po fazie grupowej. W czerwcu 2022 r. Polska wygrała towarzyski turniej w Chorwacji Futsal Week, w którym zajęła pierwsze miejsce wygrywając 3:0 (2:0) z Chorwacją (po raz pierwszy w historii), 2:1 (2:1) z Czarnogórą, 4:1 (2:1) z BiH oraz przegrywając 3:5 (1:4) z Węgrami.  
We wrześniu 2022 r. Polska rozpoczęła eliminacje do MŚ 2024 od zwycięstwa z Grecją 3:0 (2:0), następnie przegrała 3:4 (1:2) z Azerbejdżanem. W rewanżu w Atenach Polska pokonała Grecję 4:1 (2:0) zapewniając sobie co najmniej awans do Elite Round. Z kolei 7 marca 2023 Polska wygrała 7:2 (2:0) w Koszalinie z Azerbejdżanem po raz pierwszy od 2003 r., tym zwycięstwem zapewniła sobie udział w Elite Round eliminacji. W czerwcu 2023 r. Polska drugi rok z rzędu wygrała turniej w Chorwacji Futsal Week po pokonaniu San Marino 9:0 (5:0) i Szwecji 6:3 (2:1). We wrześniu Polska rozpoczęła Elite Round eliminacji do Mistrzostw Świata 2024. Polska w Koszalinie przegrała 1:2 (0:2) z Serbią i pokonała Ukrainę 3:2 (2:2), mimo że przegrywali 0:2. Polska tym samym po raz pierwszy wygrała z Ukrainą w meczu o stawkę i trzeci ogólnie, w Mielcu z kolei Polska wygrała 7:2 z Belgią. W rewanżu Polska w Roosdaal Polacy pokonali Belgię 3:1, dzięki czemu objęli prowadzenie w grupie z dwupunktową przewagą znaleźli się w najlepszej sytuacji w kontekście awansu na mundial w XXI wieku: wystarczyło wygrać mecz z Ukrainą w Łodzi i/lub wygrać mecz z Serbią na wyjeździe i liczyć na potknięcie Ukraińców w meczu z Belgią, a jak Ukraina wygra, wystarczy remis z Ukrainą w Łodzi. W piątek 15.12 Polska wygrała z Serbią i do awansu potrzebuje minimum remisu z Ukrainą
Rok 2023 kadra zakończyła z mieszanymi uczuciami. Z jednej strony, „biało-czerwoni” pewnie awansowali do fazy grupowej rundy elitarnej eliminacji do MŚ. Po pięciu kolejkach prowadzili w niej z dorobkiem 12 punktów. W ostatnim meczu podejmowali u siebie Ukrainę i wystarczał im remis do tego, aby awansować na mundial pierwszy raz od 1992 r. Niestety w najważniejszym meczu nie dali rady i przegrali 3:5. Ostatecznie, z drugiej rundy eliminacji MŚ awansowały dwie najlepsze drużyny z każdej grupy. Awans wywalczyła Ukraina, a Polacy w barażach zmierzyli się z Chorwacją, przegrywając u siebie 2:3 (2:1) i remisując na wyjeździe 2:2 (0:1). Eliminacje ME 2026 Polacy zaczęli od zwycięstwa 4:1 z Turcją, następnie pokonali Słowację. Dwumecz z reprezentacją Mołdawii wymagał od Polaków dużo cierpliwości, jednak Polacy wygrali 3:1 (0:0) na wyjeździe i 3:0 (0:0) w Lubinie, zapewniając sobie minimum drugie miejsce w grupie, a awans na mistrzostwa Europy mogli zapewnić sobie w przypadku wygranej z Turcją, przy jednoczesnym niewygraniu z Mołdawią  przez Słowaków. Jeśli Słowacja wygra z Mołdawią, a Polska z Turcją, w Bratysławie Polakom potzebny byłby remis, a ewentualna porażka nie mogła być wyższa niż czterema bramkami. Polacy jednak wygrali 6:0 (2:0), Mołdawia wygrała 5:3 (2:1) ze Słowakami, dzięki czemu po raz pierwszy od 1992 roku Polacy zapewnili sobie awans na wielki turniej na kolejkę przed końcem. Ostatni mecz Polska przegrała 0:1 (0:0)

## Selekcjonerzy
Lista wszystkich selekcjonerów reprezentacji Polski w futsalu.
| Imię i nazwisko       | Okres pracy           |
| --------------------- | --------------------- |
| Krzysztof Sobieski    | 1992                  |
| Andrzej Góral         | 1992                  |
| Janusz Kupcewicz      | 1993–1994             |
| Michał Globisz        | 1994–1995             |
| Roman Sowiński        | 1995–2001             |
| Leszek Latacz         | 2001–2002             |
| Marek Bęben           | 2002–2004             |
| Stanisław Kwiatkowski | 2004                  |
| Władysław Łach        | 2004                  |
| Mirosław Nowicki      | 2005                  |
| Tomasz Aftański       | 2005–2007             |
| Leszek Latacz         | 2007–2008             |
| Andrzej Bianga        | 2008                  |
| Tadeusz Wolny         | 2008–2009             |
| Gerard Juszczak       | 2009                  |
| Vlastimil Bartošek    | 22.09.2009–25.10.2012 |
| Klaudiusz Hirsch      | 19.11.2012–17.04.2013 |
| Andrea Bucciol        | 22.05.2013–31.07.2015 |
| Andrzej Bianga        | 06.08.2015–25.10.2017 |
| Błażej Korczyński     | 25.10.2017–           |

## Sztab szkoleniowy
Sztab szkoleniowy reprezentacji Polski w futsalu
| Stanowisko             | Osoba                            |
| ---------------------- | -------------------------------- |
| Selekcjoner            | Błażej Korczyński                |
| Asystenci selekcjonera | Samuel Jania Marcin Mikołajewicz |
| Trener bramkarzy       | Tomasz Ulfik                     |
| Analitycy              | Krzysztof Stasiak Paweł Sobieraj |
| Lekarz                 | Łukasz Białek                    |
| Fizjoterapeuci         | Joachim Faber Krzysztof Habrat   |
| Kierownik              | Mateusz Gołas                    |
| Media                  | Jakub Rejmoniak Łukasz Grochala  |
| Rzecznik prasowy       | Rafał Kędzior                    |
| Team manager           | Bartosz Łaski                    |

## Rozgrywki międzynarodowe

### Mistrzostwa Świata
| Mistrzostwa Świata     | Mistrzostwa Świata      | Mistrzostwa Świata      | Mistrzostwa Świata      | Mistrzostwa Świata      | Mistrzostwa Świata      | Mistrzostwa Świata      | Mistrzostwa Świata      |    | Eliminacje | Eliminacje | Eliminacje | Eliminacje | Eliminacje | Eliminacje      | Eliminacje |
| Gospodarz – Rok        | Wynik                   | M                       | Z                       | R                       | P                       | BZ                      | BS                      | M  | Z          | R          | P          | BZ         | BS         | Selekcjonerzy   |            |
| ---------------------- | ----------------------- | ----------------------- | ----------------------- | ----------------------- | ----------------------- | ----------------------- | ----------------------- | -- | ---------- | ---------- | ---------- | ---------- | ---------- | --------------- | ---------- |
| Holandia – 1989        | Nie wzięła udziału      | Nie wzięła udziału      | Nie wzięła udziału      | Nie wzięła udziału      | Nie wzięła udziału      | Nie wzięła udziału      | Nie wzięła udziału      | -  | -          | -          | -          | -          | -          | -               |            |
| Hongkong – 1992        | 8. miejsce              | 6                       | 2                       | 0                       | 4                       | 15                      | 22                      | 4  | 1          | 2          | 1          | 14         | 19         | Sobieski, Góral |            |
| Hiszpania – 1996       | Nie zakwalifikowała się | Nie zakwalifikowała się | Nie zakwalifikowała się | Nie zakwalifikowała się | Nie zakwalifikowała się | Nie zakwalifikowała się | Nie zakwalifikowała się | 5  | 1          | 1          | 3          | 12         | 16         | Sowiński        |            |
| Gwatemala – 2000       | Nie zakwalifikowała się | Nie zakwalifikowała się | Nie zakwalifikowała się | Nie zakwalifikowała się | Nie zakwalifikowała się | Nie zakwalifikowała się | Nie zakwalifikowała się | 4  | 3          | 0          | 1          | 21         | 6          | Sowiński        |            |
| Chińskie Tajpej – 2004 | Nie zakwalifikowała się | Nie zakwalifikowała się | Nie zakwalifikowała się | Nie zakwalifikowała się | Nie zakwalifikowała się | Nie zakwalifikowała się | Nie zakwalifikowała się | 4  | 2          | 0          | 2          | 23         | 15         | Bęben           |            |
| Brazylia – 2008        | Nie zakwalifikowała się | Nie zakwalifikowała się | Nie zakwalifikowała się | Nie zakwalifikowała się | Nie zakwalifikowała się | Nie zakwalifikowała się | Nie zakwalifikowała się | 3  | 2          | 0          | 1          | 18         | 9          | Latacz          |            |
| Tajlandia – 2012       | Nie zakwalifikowała się | Nie zakwalifikowała się | Nie zakwalifikowała się | Nie zakwalifikowała się | Nie zakwalifikowała się | Nie zakwalifikowała się | Nie zakwalifikowała się | 3  | 1          | 0          | 2          | 10         | 18         | Bartosek        |            |
| Kolumbia – 2016        | Nie zakwalifikowała się | Nie zakwalifikowała się | Nie zakwalifikowała się | Nie zakwalifikowała się | Nie zakwalifikowała się | Nie zakwalifikowała się | Nie zakwalifikowała się | 5  | 2          | 1          | 2          | 14         | 17         | Bianga          |            |
| Litwa – 2021           | Nie zakwalifikowała się | Nie zakwalifikowała się | Nie zakwalifikowała się | Nie zakwalifikowała się | Nie zakwalifikowała się | Nie zakwalifikowała się | Nie zakwalifikowała się | 3  | 0          | 0          | 3          | 4          | 9          | Korczyński      |            |
| Uzbekistan – 2024      | Nie zakwalifikowała się | Nie zakwalifikowała się | Nie zakwalifikowała się | Nie zakwalifikowała się | Nie zakwalifikowała się | Nie zakwalifikowała się | Nie zakwalifikowała się | 12 | 7          | 1          | 4          | 44         | 26         | Korczyński      |            |
| Razem                  | 1 z 10 turniejów        | 6                       | 2                       | 0                       | 4                       | 15                      | 22                      | 41 | 18         | 5          | 18         | 147        | 123        |                 |            |

### Mistrzostwa Europy
| Mistrzostwa Europy            | Mistrzostwa Europy      | Mistrzostwa Europy      | Mistrzostwa Europy      | Mistrzostwa Europy      | Mistrzostwa Europy      | Mistrzostwa Europy      | Mistrzostwa Europy      |    | Eliminacje | Eliminacje | Eliminacje | Eliminacje | Eliminacje | Eliminacje         | Eliminacje |
| Gospodarz – Rok               | Wynik                   | M                       | Z                       | R                       | P                       | BZ                      | BS                      | M  | Z          | R          | P          | BZ         | BS         | Selekcjonerzy      |            |
| ----------------------------- | ----------------------- | ----------------------- | ----------------------- | ----------------------- | ----------------------- | ----------------------- | ----------------------- | -- | ---------- | ---------- | ---------- | ---------- | ---------- | ------------------ | ---------- |
| Hiszpania – 1996              | Nie zakwalifikowała się | Nie zakwalifikowała się | Nie zakwalifikowała się | Nie zakwalifikowała się | Nie zakwalifikowała się | Nie zakwalifikowała się | Nie zakwalifikowała się | 5  | 1          | 1          | 3          | 12         | 16         | Sowiński           |            |
| Hiszpania – 1999              | Nie zakwalifikowała się | Nie zakwalifikowała się | Nie zakwalifikowała się | Nie zakwalifikowała się | Nie zakwalifikowała się | Nie zakwalifikowała się | Nie zakwalifikowała się | 3  | 1          | 2          | 0          | 23         | 15         | Sowiński           |            |
| Rosja – 2001                  | 8. miejsce              | 3                       | 0                       | 0                       | 3                       | 6                       | 18                      | 3  | 3          | 0          | 0          | 20         | 6          | Sowiński           |            |
| Włochy – 2003                 | Nie zakwalifikowała się | Nie zakwalifikowała się | Nie zakwalifikowała się | Nie zakwalifikowała się | Nie zakwalifikowała się | Nie zakwalifikowała się | Nie zakwalifikowała się | 3  | 2          | 0          | 1          | 17         | 8          | Bęben              |            |
| Czechy – 2005                 | Nie zakwalifikowała się | Nie zakwalifikowała się | Nie zakwalifikowała się | Nie zakwalifikowała się | Nie zakwalifikowała się | Nie zakwalifikowała się | Nie zakwalifikowała się | 3  | 0          | 1          | 2          | 6          | 17         | Kwiatkowski        |            |
| Portugalia – 2007             | Nie zakwalifikowała się | Nie zakwalifikowała się | Nie zakwalifikowała się | Nie zakwalifikowała się | Nie zakwalifikowała się | Nie zakwalifikowała się | Nie zakwalifikowała się | 3  | 2          | 0          | 1          | 10         | 6          | Aftański           |            |
| Węgry – 2010                  | Nie zakwalifikowała się | Nie zakwalifikowała się | Nie zakwalifikowała się | Nie zakwalifikowała się | Nie zakwalifikowała się | Nie zakwalifikowała się | Nie zakwalifikowała się | 3  | 0          | 0          | 3          | 4          | 17         | Wolny              |            |
| Chorwacja – 2012              | Nie zakwalifikowała się | Nie zakwalifikowała się | Nie zakwalifikowała się | Nie zakwalifikowała się | Nie zakwalifikowała się | Nie zakwalifikowała się | Nie zakwalifikowała się | 3  | 0          | 2          | 1          | 4          | 10         | Bartosek           |            |
| Belgia – 2014                 | Nie zakwalifikowała się | Nie zakwalifikowała się | Nie zakwalifikowała się | Nie zakwalifikowała się | Nie zakwalifikowała się | Nie zakwalifikowała się | Nie zakwalifikowała się | 3  | 0          | 0          | 3          | 5          | 11         | Hirsch             |            |
| Serbia – 2016                 | Nie zakwalifikowała się | Nie zakwalifikowała się | Nie zakwalifikowała się | Nie zakwalifikowała się | Nie zakwalifikowała się | Nie zakwalifikowała się | Nie zakwalifikowała się | 3  | 0          | 1          | 2          | 5          | 9          | Bucciol            |            |
| Słowenia – 2018               | 11. miejsce             | 2                       | 0                       | 1                       | 1                       | 2                       | 6                       | 5  | 2          | 1          | 2          | 12         | 13         | Bianga, Korczyński |            |
| Holandia – 2022               | 15. miejsce             | 3                       | 0                       | 1                       | 2                       | 4                       | 10                      | 9  | 6          | 2          | 1          | 42         | 16         | Korczyński         |            |
| Litwa, Łotwa i Słowenia– 2026 | Awans                   |                         |                         |                         |                         |                         |                         | 6  | 5          | 0          | 1          | 22         | 4          | Korczyński         |            |
| Razem                         | 3 z 13 turniejów        | 8                       | 0                       | 2                       | 6                       | 12                      | 34                      | 52 | 22         | 10         | 20         | 182        | 139        |                    |            |

### Turnieje towarzyskie
- Zwycięstwo w Turnieju Państw Wyszehradzkich: 2003, 2005, 2007
- Zwycięstwo w Futsal Week: 2022, 2023, 2024

## Historyczne mecze
Debiut
- Burjassot (Hiszpania), 21 kwietnia 1992  WNP 7−7 (3-4) Polska  (eliminacje MŚ)
  - Bramki dla Polski: Józef Żymańczyk 3, Artur Załęcki, Roman Derda, Sylwester Przychodzień, Wiesław Lipka.
  - Skład: Kazimierz Kucharski, Roman Derda, Marek Ćwik, Józef Żymańczyk, Sylwester Przychodzeń, Krzysztof Mikołajewski, Artur Załęcki, Andrzej Antos, Wiesław Lipka, Zbigniew Pawela.

Najwyższe zwycięstwo
- Krosno, 23 października 2006  Polska 16−0 Anglia  (towarzyski)

Najwyższa porażka
- Moskwa (Rosja) – 6 lutego 2003  Rosja 10−1 Polska  (towarzyski)
- Sarajewo (Bośnia i Hercegowina), 30 stycznia 2004  Polska 2−11 Włochy  (eME)

Pierwsze zwycięstwo
- Riba-roja de Túria (Hiszpania), 22 kwietnia 1992  Polska 3−2 Czechosłowacja  (eMŚ)

Pierwszy mecz eliminacyjny do mistrzostw świata
- Burjassot (Hiszpania), 21 kwietnia 1992  WNP 7−7 Polska  (eMŚ)

Pierwszy mecz na mistrzostwach świata
- Hongkong, 15 listopada 1992  Hongkong 2−4 Polska  (MŚ)

Pierwszy mecz eliminacyjny do mistrzostw Europy
- Dubrownik (Chorwacja), 18 listopada 1998  Polska 13−5 Słowacja  (eME)

Pierwszy mecz na mistrzostwach Europy
- Moskwa (Rosja), 22 lutego 2001  Polska 1−2 Chorwacja  (ME)

## Ranking FIFA
Dnia 6 maja 2024 roku FIFA po raz pierwszy opublikowała ranking FIFA w futsalu. Biało-czerwoni zajęli w nim 22. miejsce. Póki co ranking jest publikowany nieregularnie i miało to miejsce zaledwie kilkukrotnie. Polacy najwyższe miejsce (19) osiągnęli w kwietniu 2025 roku, a najniższe (22) w maju i październiku 2024 roku. Największy awans odnotowali o trzy pozycje w kwietniu 2025 roku.

### Pozycje Polaków w rankingu FIFA:
| Miesiąc/Rok | I | II | III | IV | V  | VI | VII | VIII | IX | X  | XI | XII |
| ----------- | - | -- | --- | -- | -- | -- | --- | ---- | -- | -- | -- | --- |
| 2024        | - | -  | -   | -  | 22 | -  | -   | -    | -  | 22 | -  | -   |
| 2025        | - | -  | -   | 19 |    |    |     |      |    |    |    |     |

## Bilans meczów z innymi reprezentacjami
- Stan na 15 kwietnia 2025 po meczu ze Słowacją[38]

| Lp. | Rywal                  | Zwycięstwa | Remisy | Porażki | Razem |
| --- | ---------------------- | ---------- | ------ | ------- | ----- |
| 1.  | Andora                 | 0          | 1      | 0       | 1     |
| 2.  | Anglia                 | 10         | 0      | 0       | 10    |
| 3.  | Arabia Saudyjska       | 3          | 0      | 0       | 3     |
| 4.  | Argentyna              | 0          | 1      | 2       | 3     |
| 5.  | Azerbejdżan            | 2          | 0      | 3       | 5     |
| 6.  | Belgia                 | 9          | 1      | 5       | 15    |
| 7.  | Białoruś               | 4          | 6      | 4       | 14    |
| 8.  | Bośnia i Hercegowina   | 2          | 0      | 1       | 3     |
| 9.  | Brazylia               | 0          | 0      | 10      | 10    |
| 10. | Bułgaria               | 1          | 0      | 0       | 1     |
| 11. | Chiny                  | 1          | 0      | 0       | 1     |
| 12. | Chorwacja              | 1          | 3      | 6       | 10    |
| 13. | Cypr                   | 6          | 1      | 0       | 7     |
| 14. | Czarnogóra             | 2          | 0      | 1       | 3     |
| 15. | Czechy/ Czechosłowacja | 11         | 5      | 18      | 34    |
| 16. | Egipt                  | 1          | 0      | 1       | 2     |
| 17. | Estonia                | 1          | 0      | 0       | 1     |
| 18. | Finlandia              | 2          | 0      | 5       | 7     |
| 19. | Francja                | 2          | 0      | 3       | 5     |
| 20. | Gibraltar              | 1          | 0      | 0       | 1     |
| 21. | Grecja                 | 6          | 0      | 1       | 7     |
| 22. | Gruzja                 | 2          | 0      | 1       | 3     |
| 23. | Hiszpania              | 0          | 1      | 9       | 10    |
| 24. | Hongkong               | 1          | 0      | 0       | 1     |
| 25. | Iran                   | 0          | 0      | 1       | 1     |
| 26. | Izrael                 | 2          | 0      | 0       | 2     |
| 27. | Japonia                | 1          | 0      | 0       | 1     |
| 28. | Kazachstan             | 0          | 1      | 2       | 3     |
| 29. | Litwa                  | 4          | 1      | 1       | 6     |
| 30. | Łotwa                  | 2          | 1      | 1       | 4     |
| 31. | Macedonia Północna     | 7          | 2      | 1       | 10    |
| 32. | Malezja                | 1          | 0      | 0       | 1     |
| 33. | Malta                  | 1          | 0      | 0       | 1     |
| 34. | Maroko                 | 0          | 0      | 2       | 2     |
| 35. | Mołdawia               | 10         | 2      | 1       | 13    |
| 36. | Niderlandy             | 2          | 1      | 12      | 15    |
| 37. | Nigeria                | 1          | 0      | 0       | 1     |
| 38. | Norwegia               | 4          | 0      | 0       | 4     |
| 39. | Portugalia             | 1          | 1      | 15      | 17    |
| 40. | Rosja/ WNP             | 1          | 3      | 9       | 13    |
| 41. | Rumunia                | 2          | 1      | 3       | 6     |
| 42. | San Marino             | 1          | 0      | 0       | 1     |
| 43. | Serbia                 | 2          | 1      | 10      | 13    |
| 44. | Słowacja               | 9          | 5      | 10      | 24    |
| 45. | Słowenia               | 2          | 5      | 5       | 13    |
| 46. | Szwecja                | 4          | 0      | 0       | 4     |
| 47. | Turcja                 | 4          | 0      | 0       | 4     |
| 48. | Ukraina                | 3          | 1      | 17      | 21    |
| 49. | USA                    | 0          | 0      | 1       | 1     |
| 50. | Walia                  | 2          | 0      | 0       | 2     |
| 51. | Węgry                  | 9          | 6      | 13      | 28    |
| 52. | Włochy                 | 1          | 2      | 15      | 18    |